# Protolampra nyiwonis
Protolampra nyiwonis är en fjärilsart som beskrevs av Matsumura 1925. Protolampra nyiwonis ingår i släktet Protolampra och familjen nattflyn. Inga underarter finns listade i Catalogue of Life.